# Omar Gamal
Omar Gamal (in arabo عمر جمال‎?; Minya, 16 settembre 1982) è un ex calciatore egiziano, di ruolo centrocampista.

## Carriera

### Club
Ha giocato nel campionato egiziano e libico.

### Nazionale
Con la maglia della nazionale egiziana ha collezionato 13 presenze e vinto la Coppa d'Africa nel 2008.

## Palmarès

### Club

#### Competizioni nazionali
- Coppa d'Egitto: 1

Zamalek: 2013-2014

### Nazionale
- Coppa d'Africa: 1

2008